# Carmela Eulate Sanjurjo
Carmela Eulate Sanjurjo (San Juan, Puerto Rico, 30 de agosto de 1871–Barcelona, España, 3 de julio de 1961) fue una escritora, traductora, pintora, pianista, cantante, musicóloga y crítica musical puertorriqueña. Es considerada pionera en el movimiento feminista de la zona antillana, postura que ha quedado plasmada en sus obras literarias y ensayos.

## Biografía
Nacida el 30 de agosto de 1871 en la colonia de San Juan, Puerto Rico. Su padre fue Antonio Eulate y Fery, comandante y almirante de la Marina Española y diplomático; su madre fue Julia Fernández Sanjurjo, de ascendencia española. A causa de la ocupación de su padre residió en varios países, actividad que le enriqueció.
Se formó en una familia que le brindó una educación privilegiada. De igual manera desde niña estuvo interesada en la lectura. Desde muy joven participó en tertulias literarias y políticas en las que concurrían también figuras de Puerto Rico como Salvador Brau, Manuel Fernández Juncos, Manuel Zeno Gandía, Ana Roque de Duprey  y José Julián Acosta. Estudió música, pintura e idiomas y a lo largo del tiempo llegó a dominar distintas lenguas como árabe, ruso, alemán, italiano, inglés, francés y catalán. Obtuvo el título del Conservatorio de Música de Puerto Rico y en Cuba recibió clases del famoso pianista Hubert de Blanck. A partir de 1908 la familia vivió unos años en Canarias, donde Carmela Eulate frecuentó las tertulias de escritores. Después de que su padre hubo pasado a la reserva, a partir de 1911, la familia se instaló en Barcelona, donde viviría hasta su muerte en 1961.

## Carrera literaria
Su primera publicación -un cuento- fue a la edad de quince años en la Revista Puertorriqueña, dirigida por Manuel Fernández Juncos. Posteriormente continuó escribiendo y publicando narrativa breve o traducciones del francés en distintas revistas como La Ilustración Puertorriqueña, El Correo de Puerto Rico, Revista de Cuba, Revista Blanca, La Mujer y El Correo de Ultramar, donde aparecieron sus relatos Dos hermanas (1892), En un palco (1897) y Uno de tantos (1893).
En 1895 publicó la que sería su primera novela, La muñeca. Mediante una construcción narrativa irónica, que desmonta los recursos más predecibles del folletín romántico, expone la fina relojería que está tras los estereotipos de género y, principalmente, de la figura de mujer objeto. Se trata de una novela compleja, construida desde una perspectiva irónica que no siempre la crítica ha sabido advertir. Así, es posible reconocer dos líneas interpretativas: las que la leen como una novela feminista, que cuestiona el rol tradicional de la mujer, y las que continúan con la propuesta de Manuel Zeno Gandía, autor del prólogo, que la interpretó como una novela realista/naturalista que criticaba la frivolidad y falta de educación en las mujeres.
Dentro de la categoría de ensayos, Eulate trabajó en una audaz y bien argumentada defensa de los derechos de la mujer. Sus obras La mujer en la historia (1915), La mujer en el arte: Inspiradoras (1915), La mujer en el arte: creadoras (1915) y La mujer moderna (1924) presentan una defensa de los derechos de la mujer, particularmente en lo que respecta al acceso al sufragio, a la instrucción y a las oportunidades educativas. Precisamente para resolver y compensar algunos de esos vacíos educativos Eulate se aplicó a escribir obras biográficas de diversas mujeres dentro de la historia, entre las cuales Isabel de Castilla, María Estuardo, Teresa de Jesús, Eugenia de Montijo o Lola Montes, y también la historia de las mujeres cercanas a hombres como Chopin, Schiller, Shubert o Goethe.
Fue la primera arabista y orientalista puertorriqueña. Entre sus traducciones, cabe señalar las de Shakespeare, Shelley, Woodworth, Edgar Allan Poe, Keats, D’Annunzio, Carducci, Verlaine, Víctor Hugo, Schiller o Heine, entre otros.
Ya en Barcelona, llevó a cabo una tarea de divulgación de la cultura literaria y musical, y de la obra de las mujeres. Participó con sus conferencias sobre música y literatura europea, americana u oriental, en las actividades de la prestigiosa Academia Marshall, por ejemplo, o sobre la evolución de la mujer, en la Federación Sindical de Obreras. También lo hizo a través de sus emisiones radiofónicas, como el programa de Radio Barcelona Perfiles de mujeres célebres (Semblanzas semanales), que dedicó a distintos referentes femeninos: Clara Schumann, Zaida, Beatriz Portinari, Maria Malibran, Florence Nightingale, Elisenda de Montcada, Vittoria Colonna...

## Premios y reconocimientos
Por la contribución literaria de sus traducciones de Shakespeare se le otorgó el diploma de miembro del Spanish American Atheneum o Hispanic Atheneum, en Washington. 
Por la traducción del árabe de las Cantigas de Amor (1920) y sus traducciones de poetas orientales fue nombrada miembro de la Arcadia de la Academia de Roma, la más ilustre Academia de Europa. En este caso usó el seudónimo griego Dórida Mesenia.
Fue designada al Patrimonio de Biedma, honor concedido por la promoción de las letras españolas y en 1930 fue nombrada miembro de la Real Academia Gallega.

## Obra

### Narrativa
- La muñeca. Prólogo de Manuel Zeno Gandía. (Ponce, Puerto Rico: Tipografía El Tambor, 1895)
- La familia de Robredo (San Juan, Puerto Rico: Tipografia Heraldo Español, 1907)
- Desilusión (Madrid: Editorial Rosas y Espinas,1908)
- Marqués y marquesa. Prólogo por Benito Pérez Armas. (Tenerife: Ed. A. J. Benítez, 1911)
- El asombroso doctor Jover (Barcelona: Ediciones Edita, 1930)
- Las veleidades de Consuelo (Barcelona: Editorial Juventud, 1930)
- Teresa y María (Barcelona: Talleres Gráficos de la Sociedad General de Publicaciones, Colección Novela Nova,1936)

### Ensayos
- La mujer en la historia. Prólogo de Ricardo Burguete. (Sevilla: Imp. F. Díaz y Cía.,1915)
- La mujer en el arte: Inspiradoras. Prólogo de Francisco González Díaz. (Sevilla: Imp. F. Díaz y Cía., 1915)
- La mujer en el arte: Creadoras. Prólogo de Hipólito González Rebollar. (Sevilla: Imp. F. Díaz y Cía., 1915)
- La mujer moderna. Prólogo de Rafael Altamira (Barcelona: Editorial Maucci, 1924)

### Poesía
- Ofrenda a Chopin. (Palma: Guasp, 1946)

### Biografías y obras históricas
- Los amores de Chopin. (Barcelona: Sociedad General de publicaciones,1926)
- María Estuardo (1928)
- María Antonieta (1929)
- Santa Teresa. (Barcelona: Editorial Hyman, 1933)
- Isabel la Católica. Su vida, sus grandes obras contadas a la juventud. (Barcelona, Araluce, 1935)
- María Estuardo. La vida heroica de la reina de Escocia relatada a la juventud. Ilustraciones de René. (Barcelona: Araluce,1941)
- María Antonieta. La trágica vida de la reina de Francia explicada a la juventud. Ilustraciones de F. de Myrbach. (Barcelona: Araluce. 1941)
- Isabel Clara Eugenia. Ilustraciones de José Segrelles (Barcelona: Araluce, 1941)
- Wolfgang Amadeo Mozart. La vida del glorioso músico relatada a la juventud. Con ocho láminas de José Segrelles. (Barcelona: Araluce, 1941)
- La humilde y gloriosa vida de Schubert. (Barcelona: Ediciones Ave, 1942)
- Vida sentimental de Schiller.  (Barcelona: Olimpo,1942)
- La juventud apasionada de Goethe. (Barcelona: Olimpo, 1943)
- Eulate. La España heroica y la América magnánima. Estampas de la guerra naval de 1898. (Madrid: Ed. Naval, 1951)

### Traducciones
- Cantigas de amor. Traducción de la obra de varios poetas árabes. Prólogo de Francisco Rodríguez Marín. (Barcelona: Ed. Cervantes, 1920)
- Antología de poetas orientales [incluye autores hindúes, hebreos, afganos, persas, chinos, japoneses] Pórtico de Ipandro Acaico. (Barcelona: Ed. Cervantes, 1921)
- Antología de poetas occidentales [traducciones de Byron, Wordsworth, Tennyson, Shelley, Heine, Poe, Musset, Verlaine..., en colaboración cono tros traductores]. (Barcelona: Cervantes, 1921)
- La quimera, de Gabriele D’Annunzio (Barcelona: Cervantes, 1936)
- Franz Schubert y su tiempo, de Karl Kobald. (Barcelona: Imp. Núñez, 1941)
- Los animales y el hombre. Traducción del árabe de la obra de Tuhfat Ikhwan Ussafa, por los sabios de Basora. Adaptada para los niños. Ilustraciones de R. López Morelló (Barcelona: Araluce, 1941)
- Ramayana de Valmiki. Adaptación. Ilustraciones de R. López Morell (Barcelona: Araluce, 1929)
- Sakuntalá de Kalidasa. Adaptación. Ilustraciones de R. López Morelló. (Barcelona: Araluce, 1936)

### Obra inédita
Permanecen inéditos cerca de veinte libros de distintos géneros, artículos solamente publicados en periódicos y revistas, y traducciones, algunos de los cuales custodiados en distintas bibliotecas: Estampas de arte y de historia, Perfiles de mujeres (cuentos), Los grandes hombres, Las dos esposas de Danton (boceto histórico), Mujeres de España y América, Conflicto del alma (novela), Los músicos del siglo XIX, Mitología y mitos del carnaval, El ingeniero de Quebec (novela), Una mano en la sombra (novela), Traducciones de Gabriele D' Annunzio. Antología de poetas ingleses y norteamericanos...